# Bestiarium (Cortázar)
„Bestiarium“ ist der erste Band mit Erzählungen des argentinischen Schriftstellers Julio Cortázar, erschienen 1951 in Buenos Aires; im selben Jahr, in dem Cortázar sich freiwillig ins Exil nach Paris begeben hatte. Der Band enthält acht Erzählungen, darunter auch eine mit dem Titel des Buches – Bestiarium. In drei, je nach Interpretation vielleicht auch vier der Erzählungen spielen Tiere eine Rolle; jedoch weniger im Sinne eines traditionellen Tiergedichts, sondern, wie zum Beispiel bei Kafkas Erzählung „Die Verwandlung“, eingebettet in Situationen der modernen Gesellschaft.

## Bedeutung
Bestiarium markiert den Beginn des für Cortázar typischen Erzählstils, mit dem er „gegen die Eindimensionalität des sogenannten Realismus mit oft koboldhaftem Sprachwitz und schwarzem Humor die Paradiese und Höllen gesetzt [hatte], die sich an der Grenze zwischen Tag und Traum, Sicherheit und Unsicherheit auftun.“ Cortázars Buch löste vielfach Begeisterung aus, wie z. B. bei Gabriel García Márquez, der in Cortázar ein Vorbild erkannte: „Ich hatte Bestiarium, seinen ersten Erzählband, […] gelesen, […] und schon nach der ersten Seite war mir klar geworden, dass ich es mit einem Schriftsteller zu tun hatte, wie ich einmal einer werden wollte, wenn ich groß sein würde.“

## Die Erzählung „Das besetzte Haus“
Die erste Erzählung – „Das besetzte Haus“ – ist die berühmteste des Bandes und möglicherweise die – von allen Erzählungen Cortázars überhaupt – am häufigsten interpretierte. Sie beginnt mit dem Satz: „Wir mochten das Haus, es war nicht nur geräumig und alt (heute, wo immer mehr alte Häuser wegen des guten Preises, den man für ihre Baumaterialien erzielt, abgerissen werden), es barg auch Erinnerungen an unsere Urgroßeltern, an den Großvater väterlicherseits, an unsere Eltern und an die ganze Kindheit.“ Der Ich-Erzähler bewohnt das Haus mit seiner Schwester Irene und beschreibt den gemeinsamen Alltag. Beide befinden sich im fortgeschrittenen Alter und leben eine „bescheidene und stille Geschwisterehe“. Es geht rechtschaffen bieder zu, wie es an einer Stelle ironisch auf den Punkt gebracht wird: „Irene war ein Mädchen, das die Gabe hatte, nie jemanden zu stören.“ Mit dem Stricken von Socken und Schals, der Lektüre französischer Literatur und der Zubereitung von Mate geht die Zeit dahin. Bis schließlich eines Abends, beim Gang in die Küche zum Matekesselchen, etwas in den Alltag hereinbricht: An mehreren Stellen im Haus ertönt plötzlich ein dumpfes Geräusch. Schnell verriegelt der Bruder die Tür zu jenem Teil des Hauses, aus dem das Geräusch erklang. Was folgt, ist nicht viel: ein kurzes Fallenlassen der Stricknadeln, die Feststellung, dass man nun eben den besetzten Teil nicht mehr betreten könne, und dann wird weitergestrickt und der Mate mit besonderer Sorgfalt zubereitet. Biederkeit und das Gefühl der Bedrohung bzw. der Abstumpfung dagegen fließen ineinander. Schlaflosigkeit macht sich breit, und das Denken hört auf: „Wir fühlten uns wohl und hörten langsam auf zu denken. Man kann leben, ohne zu denken.“
Bis es schließlich kommt, wie es kommen muss, und auch der zweite Teil des Hauses besetzt wird. Bruder und Schwester fliehen auf die Straße, ohne Zeit zu haben, um noch etwas mitzunehmen. Sie gehen die Straße entlang, nicht ohne vorher das Haus sorgfältig abgeschlossen und den Schlüssel im nächsten Gully versenkt zu haben.
Die Erzählung ist auf unterschiedlichste Weise interpretiert worden, am häufigsten jedoch in dem Sinne, dass die Vertreibung aus dem Haus als Gleichnis für die Vertreibung Cortázars aus Argentinien durch die Politik Perons zu lesen sei.

## Die übrigen Erzählungen
Die übrigen Erzählungen sind durch unterschiedliche Erzählstile geprägt – mal Ich-Erzählung, mal Erzählung aus Sicht einer dritten Person, in einem Fall sogar eine konsequente Wir-Erzählung – und führen den Leser meistens an Orte in oder in der Nähe von Buenos Aires, einmal sogar in die Straßen von Budapest:
Jemand schreibt an eine Frau in Paris, deren Wohnung er gerade bewohnt, in der sich durch einen wundersamen Vorgang immer mehr Kaninchen einfinden, die der Wohnung zusetzen, bis selbst der englische Spezialkleber nicht mehr weiterhilft; eine Tochter wohlhabender Menschen in Buenos Aires beschäftigt sich beim Einschlafen mit Palindromen – Reliefpfeiler, Schlaf etc. –, bis sie merkt, dass auf ihr „wie ein Fluch die Erfahrungen einer Budapester Bettlerin lasten“, dann Clara, die im Bus unterwegs zu ihrer Freundin Ana ist, „um bei schön süßem Tee, Radiomusik und Schokolade ein wenig zu plaudern“; und von den anderen Fahrgästen immer intensiver angeschaut wird; die Beschreibung einer Situation der Tierzucht, angeregt von einem Artikel über Homöopathie, bei der es immer wieder zu Erkrankungen kommt, die entsprechend ihrer Symptome mit unterschiedlichen homöopathischen Mitteln und viel Humor behandelt werden:„Wir haben schon gedacht, ob dies nicht eher das Krankheitsbild für Phosphorus ist, weil ihn außerdem der Duft der Blumen erschreckt“.; die Geschichte von Mario, der sich in Delia verliebt, deren ersten beiden Männer ums Leben kamen, die versessen ist auf das Herstellen von Likören und Pralinen, die Mario kostet, bis er ihr Verlobter wird; ein Abend in einer Milonga in Buenos Aires, nicht ohne Distanz zu den die Milonga besuchenden Monstren; schließlich „Bestiarium“, die Erzählung mit dem Titel des Buches, in der ein Mädchen eine Familie auf dem Land besucht, in deren Haus und Garten ein Tiger lebt, so dass vor dem Betreten der Zimmer immer zuerst geprüft wird, wo sich der Tiger gerade aufhält.

## Zitate
„‚Wenn es Ihnen keine Umstände macht, bringen Sie mir auf dem Rückweg doch bitte El Hogar mit‘, bat Señora Roberta und lehnte sich im Sessel zurück, um Siesta zu halten. Clara ordnete die Medikamente auf dem Serviertischchen und sah sich noch einmal prüfend im Zimmer um. Nichts fehlte, die junge Matilde würde sich weiter um Señora Roberta kümmern, und das Hausmädchen wußte, was zu tun war. Sie konnte jetzt gehen, den ganzen Samstagnachmittag hatte sie für sich, um halb sechs erwartete sie ihre Freundin Ana, um bei schön süßem Tee, Radiomusik und Schokolade ein wenig zu plaudern.“
„Es hätte ihm schon gleichgültig sein sollen, doch diesmal schmerzte ihn das Getuschel, das unterwürfige Gesicht von Mutter Celeste, wenn sie Tante Bebé davon erzählte, und die mürrische Ungläubigkeit in der Miene seines Vaters. Zunächst war es die Frau von oben gewesen, ihre Art, wie eine Kuh langsam den Kopf zu drehen und die Worte mit dem Entzücken eines pflanzenfressenden Rindviehs wiederzukäuen. Doch auch das Mädchen in der Apotheke – „Nicht, dass ich es glaube, aber wenn es wahr wäre, wie entsetzlich“ – und selbst don Emilio, immer so diskret wie seine Bleistifte und seine in Wachstuch eingeschlagenen Kontobücher.“
„Ich möchte hier einfügen, dass ich in diese Milonga wegen der Monstren ging, ich kenne keine zweite, wo so viele zusammenkommen. Sie erscheinen um elf Uhr nachts, kommen aus obskuren Gegenden der Stadt, ruhig und selbstsicher, allein oder zu zweit, die Frauen fast Zwerge und von gelbrötlicher Gesichtsfarbe, die Macker wie Javaner oder Mocovies, in engsitzenden karierten oder schwarzen Anzügen, das kräftige Haar mit viel Fleiß gebändigt, Tröpfchen von Brillantine, die im Licht blau und rosa schillern, die Frauen mit enormen Hochfrisuren, die sie noch zwergenhafter machen, schwierige, komplizierte Frisuren, und daher ihre Müdigkeit und ihr Stolz.“

## Ausgaben
- Bestiario. Buenos Aires, 1951
- Bestiarium. Erzählungen. Übersetzt von Rudolf Wittkopf. Suhrkamp, Frankfurt am Main 1979, ISBN 3-518-37043-X